# Munnopsis typica
Munnopsis typica là một loài chân đều trong họ Munnopsidae. Loài này được M. Sars miêu tả khoa học năm 1861.